# Тринидад и Тобаго на летних Олимпийских играх 2012
Спортсмены Тринидада и Тобаго на летних Олимпийских играх 2012 завоевали пять медалей, в том числе одно золото. Золото стало всего лишь вторым для Тринидада и Тобаго на Олимпийских играх и первым с 1976 года.
Ожидается, что вместо бронзы в эстафете 4×100 метров бегуны Тринидада и Тобаго получат серебро после перераспределения наград из-за дисквалификации сборной США.

## Медалисты

### Золото
| Золото |                |                                          |
| №      | Спортсмены     | Вид спорта (дисциплина)                  |
| 1      | Кешорн Уолкотт | Лёгкая атлетика (мужчины, метание копья) |

### Бронза
| Бронза |                                                              |                                                  |
| №      | Спортсмены                                                   | Вид спорта (дисциплина)                          |
| 1      | Лалонде Гордон                                               | Лёгкая атлетика (мужчины, бег на 400 метров)     |
| 2      | Аде Аллейн-Форте Лалонде Гордон Деон Лендор Джаррин Соломон  | Лёгкая атлетика (мужчины, эстафета 4×400 метров) |
| 3      | Марк Бернс Кестон Бледмен Эммануэль Кэллендер Ричард Томпсон | Лёгкая атлетика (мужчины, эстафета 4×100 метров) |

## Результаты соревнований

### Бокс
Мужчины
| Соревнование  | Спортсмены | 1-й раунд          | 2-й раунд          | Четвертьфинал      | Полуфинал          | Финал              |
| Соревнование  | Спортсмены | Соперник Результат | Соперник Результат | Соперник Результат | Соперник Результат | Соперник Результат |
| ------------- | ---------- | ------------------ | ------------------ | ------------------ | ------------------ | ------------------ |
| до 49 кг      |            |                    |                    |                    |                    |                    |
| Карлос Суарес |            |                    |                    |                    |                    |                    |

### Велоспорт

#### Трековый велоспорт
Мужчины
| Соревнование | Спортсмены | Квалификация | Квалификация | Первый раунд   | Второй раунд   | 1\4 финала     | 1\2 финала     | Финал Матч за 3-е место | Место |
| Соревнование | Спортсмены | Время        | Место        | Соперник Время | Соперник Время | Соперник Время | Соперник Время | Соперник Время Очки     | Место |
| ------------ | ---------- | ------------ | ------------ | -------------- | -------------- | -------------- | -------------- | ----------------------- | ----- |
| Спринт       |            |              |              |                |                |                |                |                         |       |
| Перезаезд    |            |              |              |                |                |                |                |                         |       |
| Кейрин       |            |              |              |                |                |                |                |                         |       |
| Перезаезд    |            |              |              |                |                |                |                |                         |       |

### Водные виды спорта

#### Плавание
В следующий раунд на каждой дистанции проходят лучшие спортсмены по времени, независимо от места, занятого в своём заплыве.
Спортсменов — 1
Мужчины
| Соревнование       | Спортсмен     | Предварительные заплывы | Предварительные заплывы | Полуфиналы | Полуфиналы | Финал     | Финал |
| Соревнование       | Спортсмен     | Результат               | Место                   | Результат  | Место      | Результат | Место |
| ------------------ | ------------- | ----------------------- | ----------------------- | ---------- | ---------- | --------- | ----- |
| 50 м вольный стиль | Джордж Бовелл | 21,77                   | 1                       | 21,77      | 5          | 21,82     | 7     |

### Лёгкая атлетика
Спортсменов —
Мужчины
| Дисциплина | Спортсмен | Предварительный раунд | Предварительный раунд | Четвертьфиналы | Четвертьфиналы | Полуфиналы | Полуфиналы | Финал     | Финал |
| Дисциплина | Спортсмен | Результат             | Место                 | Результат      | Место          | Результат  | Место      | Результат | Место |
| ---------- | --------- | --------------------- | --------------------- | -------------- | -------------- | ---------- | ---------- | --------- | ----- |
| 100 м      |           |                       |                       |                |                |            |            |           |       |
|            |           |                       |                       |                |                |            |            |           |       |
|            |           |                       |                       |                |                |            |            |           |       |
| 200 м      |           |                       |                       |                |                |            |            |           |       |
| 400 м      |           |                       |                       |                |                |            |            |           |       |
| 110 м с/б  |           |                       |                       |                |                |            |            |           |       |
| 400 м с/б  |           |                       |                       |                |                |            |            |           |       |

Женщины
| Дисциплина    | Спортсмен | Предварительный раунд | Предварительный раунд | Четвертьфиналы | Четвертьфиналы | Полуфиналы | Полуфиналы | Финал     | Финал |
| Дисциплина    | Спортсмен | Результат             | Место                 | Результат      | Место          | Результат  | Место      | Результат | Место |
| ------------- | --------- | --------------------- | --------------------- | -------------- | -------------- | ---------- | ---------- | --------- | ----- |
| 100 м         |           |                       |                       |                |                |            |            |           |       |
|               |           |                       |                       |                |                |            |            |           |       |
|               |           |                       |                       |                |                |            |            |           |       |
| 200 м         |           |                       |                       |                |                |            |            |           |       |
|               |           |                       |                       |                |                |            |            |           |       |
| 400 м с/б     |           |                       |                       |                |                |            |            |           |       |
| толкание ядра |           |                       |                       |                |                |            |            |           |       |

### Парусный спорт
Мужчины
| Класс | Спортсмены | Гонка | Гонка | Гонка | Гонка | Гонка | Гонка | Гонка | Гонка | Гонка | Гонка | Гонка | Очки | Место |
| Класс | Спортсмены | 1     | 2     | 3     | 4     | 5     | 6     | 7     | 8     | 9     | 10    | M     | Очки | Место |
| ----- | ---------- | ----- | ----- | ----- | ----- | ----- | ----- | ----- | ----- | ----- | ----- | ----- | ---- | ----- |
| Лазер |            |       |       |       |       |       |       |       |       |       |       |       |      |       |

### Стрельба
Мужчины
| Соревнование        | Спортсмены | Квалификация | Квалификация | Финал | Всего     | Всего |
| Соревнование        | Спортсмены | Результат    | Место        | Финал | Результат | Место |
| ------------------- | ---------- | ------------ | ------------ | ----- | --------- | ----- |
| Пистолет, 50 метров |            |              |              |       |           |       |
|                     |            |              |              |       |           |       |